# روبين بينيا
روبين بينيا خيمينيز (بالإسبانية: Rubén Peña Jiménez)‏ (مواليد 18 يوليو 1991 - آبلة ، إسبانيا) هو لاعب كرة قدم إسباني ، يلعب في مراكز الجناح الأيمن والأيسر والمهاجم الصريح ، ويلعب حاليًا لنادي إيبار الإسباني.

## روابط خارجية
- روبين بينيا على موقع الاتحاد الأوربي (الإنجليزية)
- روبين بينيا على موقع قاعدة بيانات كرة القدم.إي يو (الإنجليزية)
- روبين بينيا على موقع Soccerbase.com (لاعب) (الإنجليزية)
- روبين بينيا على موقع Soccerway.com (الإنجليزية)
- روبين بينيا على موقع عالم كرة القدم.نت (الإنجليزية)
- روبين بينيا على موقع AS.com (الإسبانية)